# Kunstenaar

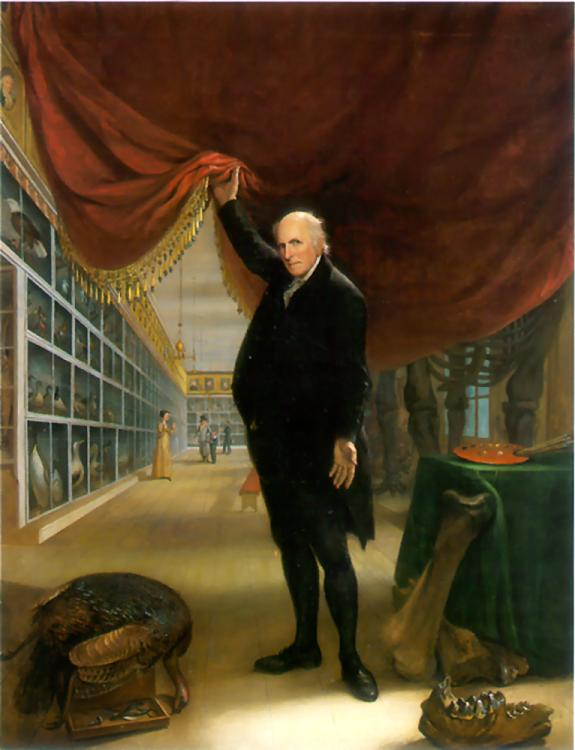
Kunstenaar en wetenschapper C.W. Peale, zelfportret, The Artist in His Museum, 1822.

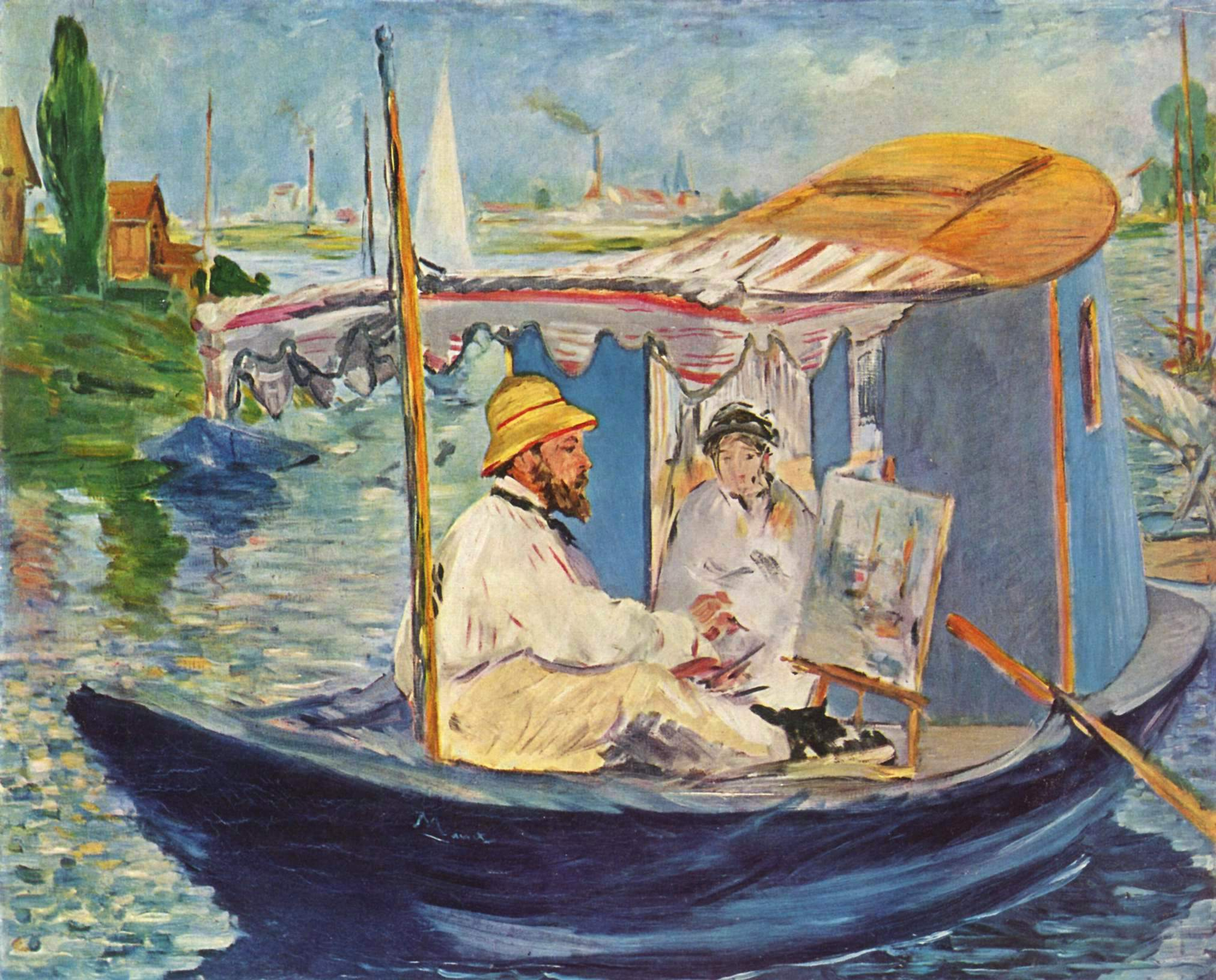
Monet aan het werk, geschilderd door Manet

Een kunstenaar is iemand die zijn of haar creatieve begaafdheid gebruikt om kunst te maken. De term wordt tegenwoordig gebruikt voor beoefenaren van elke kunstvorm: beeldende kunst, muziek, literatuur, theater, film en fotografie.

## Scheppende en uitvoerende kunstenaars
Er wordt doorgaans onderscheid gemaakt tussen de scheppende en de uitvoerende kunstenaars:
- scheppende kunstenaars (bijvoorbeeld schilders, tekenaars, beeldhouwers, schrijvers, toneelschrijvers, componisten), wier creativiteit zich richt op het maken van een nieuw kunstwerk;
- herscheppende/uitvoerende kunstenaars (acteurs, voordrachtskunstenaars, vertalers, dirigenten, musici), die de creaties van scheppende kunstenaars zichtbaar, hoorbaar, ten minste toegankelijk maken voor het (grote) publiek. Zo kan men zeggen dat voor het publiek een kunstwerk pas bestaat als (of voor zolang) het door uitvoerende kunstenaars wordt uit- of opgevoerd.

## Amateurkunstenaars en professionele kunstenaars
Kunstenaar is geen beschermde titel. Iedereen kan zich kunstenaar noemen. Er bestaan amateurkunstenaars, die de kunsten in hun vrije tijd beoefenen, en professionele kunstenaars, die van de kunsten hun hoofdberoep hebben gemaakt.
Hoewel een opleiding geen vereiste is voor het kunstenaarschap, heeft de grote meerderheid van de professionele kunstenaars een opleiding gevolgd. Hierbij kan men denken aan een kunsthogeschool, kunsthumaniora, deeltijds kunstonderwijs, toneelschool, conservatorium, of audiovisuele opleiding.
Slechts een beperkt deel van de professionele kunstenaars kan leven van het eigen werk. De meeste carrières zijn alleen leefbaar door verschillende financiële bronnen aan te boren om zich te verzekeren van een inkomen. Kunstenaars geven les, voeren (toegepaste) opdrachten uit, maken collectief werk of combineren tijdelijk werk of zelfstandig ondernemerschap met hun kunstenaarschap.

## Kunstvormen

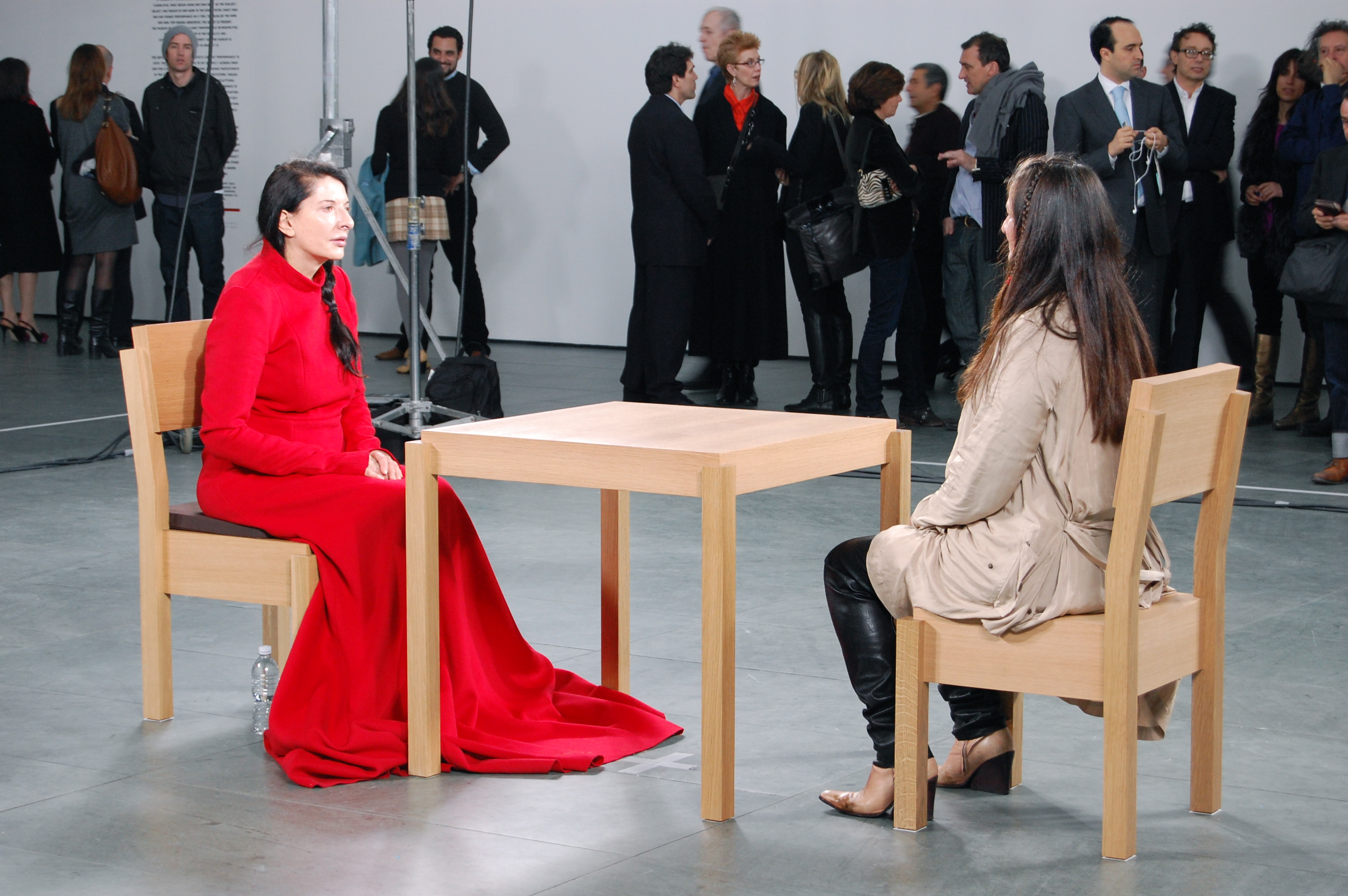
Marina Abramović, The Artist is Present, performance, 2010.

De kunsten kennen verschillende vormen, die soms elkaar overlappen.
- Beeldende kunst, waaronder beeldhouwkunst, schilderkunst, fotografie, videokunst, installatiekunst, digitale kunst, tekenkunst, performance.
- Dans, waaronder choreografie en dansers.
- Muziek, waaronder compositie en musici.
- Film, waaronder scenario, regie.
- Theater, waaronder toneelstuk, regie, scenografie en acteurs.
- Literatuur, waaronder romans.
- Poëzie.
- Toegepaste kunst en vormgeving.